# John Dunstable
John Dunstable (ur. ok. 1380/1390, zm. 24 grudnia 1453 w Londynie) – angielski muzyk i kompozytor, przełomu średniowiecza i renesansu (okres burgundzki).
Początkowo Dunstable był nadwornym muzykiem księcia Bedford, później podróżował po Francji, prawdopodobnie także po Włoszech.

## Twórczość
Dunstable uważany jest za twórcę stylu narodowego w muzyce angielskiej, w pierwszej połowie XV wieku. W swoich utworach silnie opierał się na wcześniejszych angielskich tradycjach. Przyczynił się również do powstania motetu i mszy tenorowej. Stosował technikę konduktową i fauxbourdonową.
Znane jest 58 kompozycji Dunstable'a, z czego większość stanowi muzyka liturgiczna, są to m.in.:
- Missa Rex saeculorum
- Missa De gaudiorum premia
- 5 par części mszalnych
- 7 pojedynczych części mszalnych
- 32 motety z tekstami łacińskimi
- hymn Ave maris stella
- 3 antyfony
- ballada O rosa bella